# Šimun Šutej
Šimun Šutej (20. studenoga 1965.) hrvatski je grafičar i dizajner. 
Završio je školu primijenjene umjetnosti. Studirao je povijest umjetnosti na Filozofskom fakultetu u Zagrebu, a industrijsko oblikovanje i dizajn na Arhitektonskom fakultetu. Bavi se crtežom i digitalnom grafikom. Član je HDD-a i HDLU-a. Živi i radi u Ljubljani i Zagrebu. Zajedno s Vilkom Žiljkom i Miroslavom Šutejom potpisuje dizajn novčanica hrvatske kune.

## Samostalne izložbe
- Galerija Spektar, Zagreb, 1978.
- Foaje Narodnog kazališta, Šibenik, 1982.
- Nacionalna i sveučilišna knjižnica, Zagreb, 1983.
- Galerija omladinskog kluba Ivo Lola Ribar, Rijeka, 1985.
- Galerija Vladimir Filakovac, Zagreb, 2008.

Osim na samostalnim, izlagao je i na mnogim grupnim izložbama.